# (6406) Mikejura
(6406) Mikejura es un asteroide perteneciente al Cinturón de asteroides, región del sistema solar que se encuentra entre las órbitas de Marte y Júpiter.
Fue descubierto el 28 de junio de 1992 por Henry E. Holt desde el observatorio Palomar.

## Designación y nombre
Designado provisionalmente como 1992 MJ. Fue nombrado en honor de Michael Jura (1947-2016) quien fue un astrónomo estadounidense y profesor de la UCLA cuyo trabajo sobre enanas blancas contaminadas permitió por primera vez medir las composiciones químicas de los asteroides extrasolares.

## Características orbitales
Mikejura está situado a una distancia media del Sol de 2,275 ua, pudiendo alejarse hasta 2,680 ua y acercarse hasta 1,870 ua. Su excentricidad es 0,178 y la inclinación orbital 8,179 grados. Emplea 1253,78 días en completar una órbita alrededor del Sol.

## Características físicas
La magnitud absoluta de Mikejura es 13,58. Tiene 4,062 km de diámetro y su albedo se estima en 0,512.